# Kähri (Põlva)
Kähri (Duits: Heimadra) is een plaats in de Estlandse gemeente Põlva vald, provincie Põlvamaa. De plaats heeft de status van dorp (Estisch: küla) en telt 91 inwoners (2021).

## Geschiedenis
Kähri werd voor het eerst genoemd in 1638 als Kerry Hans of Kerry Meus, een boerderij. Ze lag in het gebied dat viel onder de burcht van Kirumpää, ten noorden van de stad Võru. In de 18e eeuw werd een deel van dit gebied als kroondomein toegewezen aan de Russische tsaar, het landgoed Kähri (Duits: Hof Heimadra, Estisch: Kähri mõis). Op het landgoed lagen Kähri en het buurdorp Tännassilma, maar ook het noordelijker gelegen Karilatsi (dat later zou worden opgedeeld tussen de gemeenten Kanepi en Põlva). In 1782 werd dit landgoed voor het eerst genoemd.
In 1900 kreeg Kähri een orthodoxe kerk, die Kähri Peaingel Miikaeli kirik, de kerk van de aartsengel Michaël van Kähri, wordt genoemd, hoewel ze eigenlijk op het grondgebied van Tännassilma ligt. In 1907 werd het landgoed opgedeeld. Een deel ging naar de kerk, een groter deel werd verdeeld tussen de boeren die erop werkten.